# Melanochromis joanjohnsonae
Trân châu Likoma (Melanochromis joanjohnsonae) là một loài cá thuộc họ Cichlidae. (chỉ sống ở) to Malawi. Môi trường sống tự nhiên của chúng là 